# John Bang Jensen
John Bang Jensen (født 1964) er en dansk digter og forfatter. Han er cand.phil. i Litteraturhistorie fra Aarhus Universitet og uddannet fra Forfatterskolen 1990.
Han har publiceret i en række tidsskrifter, herunder Hvedekorn, Banana Split, Begyndelser, Hieroglyf, Ildfisken, Den Blå Port, Almen Semiotik og Et digt om dagen og har desuden bidraget til Brøndums Encyclopædi.

## Udgivelser
- Det meste er sandt, Borgen, 1991 (Digte)
- En verden til forskel, Borgen, 1996 (Digte)
- Tusind meter til lykken : hvad man bør vide om cykelløb og Tour de France, Borgen, 1997
- Boks, Borgen, 2002 (Noveller)
- Kystnære områder, Borgen 2008 (Noveller)

## Eksterne links
- Forfatterbiografi på Litteratursiden.dk Arkiveret 6. februar 2007 hos  Wayback Machine
- JohnBangJensen.dk – officiel website